# Sūrgalm
Sūrgalm (persiska: سور گَلَم, سُّرگَلَم, سورگوال ماچ, سورگلم) är en ort i Iran.   Den ligger i provinsen Hormozgan, i den sydöstra delen av landet, 1 300 km sydost om huvudstaden Teheran. Sūrgalm ligger 6 meter över havet och antalet invånare är 437.
Terrängen runt Sūrgalm är mycket platt. Runt Sūrgalm är det mycket glesbefolkat, med 7 invånare per kvadratkilometer. Sūrgalm är det största samhället i trakten. Trakten runt Sūrgalm är ofruktbar med lite eller ingen växtlighet.